# Aquismón
Aquismón è una municipalità dello stato di San Luis Potosí, nel Messico centrale, capoluogo della omonima municipalità.
Conta 47.423 abitanti e ha una estensione di 785,91 km².

## Luoghi di interesse
Il centro di Aquismón dal 2018 fa parte del programma Pueblos Mágicos.